# Djoulgouf
Djoulgouf est une localité de l'arrondissement de Maroua III, située dans le département du Diamaré, dans la région de l’extrême nord du Cameroun.

## Géographie
Djoulgouf est situé sur la route provinciale P2 (axe Maroua-Yagoua) à 16 km à l'est du centre-ville de Maroua, dans la commune de Maroua III,.

## Populations
La localité abrite 48 personnes en 1975 dont 18 Foulbé et 30 Guiziga. En 1968, on compte 1655 habitants.

## Chefferie traditionnelle
Le Lawanat de Djoulgouf est l'une des sept chefferies traditionnelles de 2e degré de l'arrondissement de Maroua III.

## Infrastructure
La localité de Djoulgouf abrite une partie de l'École normale supérieure de Maroua. Djoulgouf a une école publique.